# Семеново (Ярославская область)
Семёново — деревня в Ярославском районе Ярославской области. Входит в состав Заволжского сельского поселения.

## География
Находится в восточной части Ярославской области на расстоянии приблизительно 13 км на восток-юго-восток по прямой от станции Филино.

## История
В 1859 году здесь (деревня Ярославского уезда Ярославской губернии) было учтено 17 дворов, в 1898 — 27.

## Население
Численность населения: 106 человек (1859 год), 10 (русские 100 %) в 2002 году, 11 в 2010.

## Общественный транспорт
Семеново обслуживается автобусными маршрутами №№ 124 Ярославль (КДП Заволжье) — Прусово (шесть рейсов ежедневно) и 124к Ярославль (Красная площадь) — Прусово (пять рейсов ежедневно).